# Park Narodowy Samur-Yalama
Park Narodowy Samur-Yalama – park narodowy w Azerbejdżanie w rejonie Xaçma o powierzchni 117,72 km². Utworzony 5 listopada 2012 na podstawie dekretu prezydenta Azerbejdżanu İlhama Əliyeva.
Obszar parku znajdującego się w północnej części Azerbejdżanu (rozciągniętego wzdłuż wybrzeża Morza Kaspijskiego na południe od delty rzeki Samur) to głównie zalesione tereny nizinne.

## Fauna i flora
W trakcie badań przeprowadzonych na terenie parku w latach 2012–2013 zaobserwowano obecność między innymi 50 gatunków ssaków oraz 237 gatunków stawonogów.
Z ssaków zaobserwowano wiele gatunków charakterystycznych dla tego typu środowiska. Jednocześnie na jego obecnych terenach zaobserwowano kiedyś obecność m.in. takich ssaków jak rysie, sarny europejskie, jelenie szlachetne czy kozice północne. Ze stawonogów m.in. takie jak kózkowate (34 gatunki), poświętnikowate (14 gatunków), sówkowate (14 gatunków), biegaczowate (13 gatunków), zwójkowate (12 gatunków) czy bogatkowate (10 gatunków). Oprócz tego wyróżniono 11 endemicznych gatunków stawonogów.
Obszar parku to głównie lasy liściaste z takimi rodzajami drzew jak: dęby, lipy, wiązy czy buki.